# الإضراب العام البرازيلي 2017

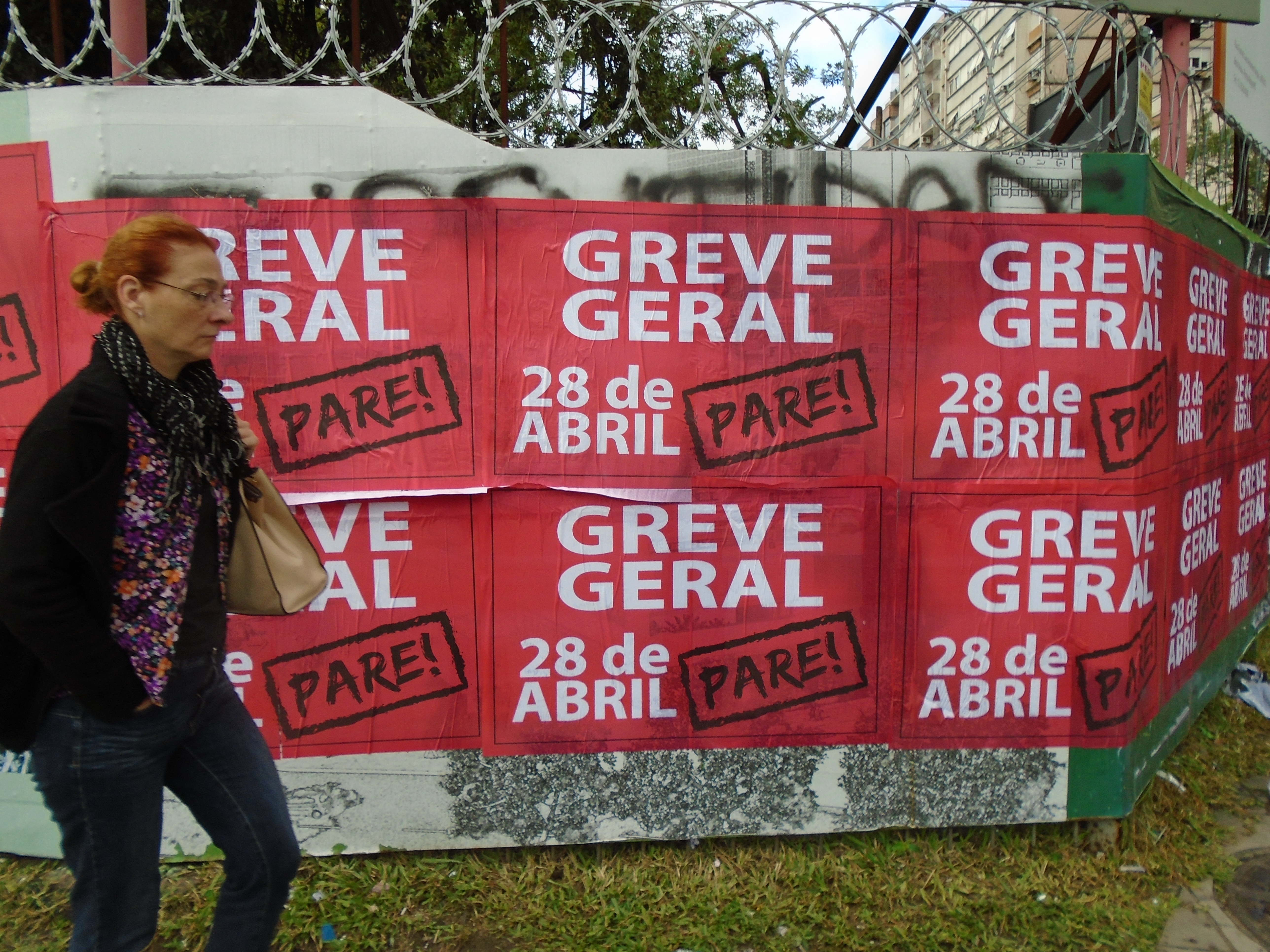
ملصقات تعلن الإضراب في بورتو أليغري ، ريو غراندي دو سول.

الإضراب العام البرازيلي 2017 تم عقده في 28 أبريل 2017، بعد 100 عام من إضراب البرازيل الأول في يونيو 1917. كانت الحركة احتجاجًا على إصلاحات قوانين العمل، التي تم تبنيها لاحقًا واقترحت الضمان الاجتماعي من قبل حكومة ميشال تامر والتي كانت معلقة في الكونغرس الوطني في البرازيل.
سجلت أكثر من 150 مدينة توقفًا، ووفقًا للمنظمين كان هناك 40 مليون شخص بدون رصيد قبول رسمي أو عدد المتظاهرين في الشوارع. مع تغطية واسعة في وسائل الإعلام الدولية، تم تقليل الإضراب من قبل الصحافة البرازيلية وفقًا للصحفية باولا سيزارينو كوستا، مع التركيز على النزاعات بين الشرطة والمضربين. مع ردود أفعال متباينة قلل السياسيون الذين يدعمون الحكومة من تأثير الإضراب بينما دافع المعارضون عنه على أنه تعبير شعبي. قال العالم السياسي ماركو أنطونيو تيكسيرا في مقابلة مع بي بي سي، إن الإضراب كان «أصغر مما توقعه المنظمون، لكنه أكبر مما تريده الحكومة».

## التاريخ
دعا العديد من النقابات المركزية إلى احتجاجات ضد مقترحات قوانين العمل والضمان الاجتماعي الجديدة إلى الكونغرس الوطني البرازيلي من قبل حكومة ميشيل تامر. وبدعم من النقابات المحلية دعت عدة نقابات إلى الإضراب. كما كانت حركات أخرى في طليعة المظاهرات مثل حركة العمال المعدمين وحركة العمال المشردين والاتحاد الوطني للطلاب.
كانت الأحزاب السياسية التي أعلنت دعمها أو شجعتها للتشدد على الظهور في الشوارع هي حزب العمال والحزب الاشتراكي البرازيلي والحزب الشيوعي البرازيلي وحزب الاشتراكية والحرية وحزب العمال الاشتراكي الموحد والحزب الشيوعي البرازيلي وحزب العمل الديمقراطي والتضامن وشبكة الاستدامة. كما دعمت الكنيسة الكاثوليكية في البرازيل الإضراب. استدعى العديد من الأساقفة والكهنة المؤمنين للاحتجاج على الإصلاحات. أصدر المؤتمر الوطني لأساقفة البرازيل مذكرة تدعو المسيحيين إلى القتال «من أجل السعي وراء الأفضل لشعبنا، وخاصة الأكثر هشاشة».
تسبب ضابط شرطة عسكرية من غوياس في إصابات خطيرة للطالب الجامعي ماتيوس فيريرا دا سيلفا خلال احتجاج في مدينة جويانيا. تم تصوير العدوان وتصويره، مع التقاط الصور بالتسلسل لحظة كسر عصا القبطان أوغوستو سامبايو عند وصوله إلى رأس الطالب. قضى الطالب 11 يومًا في وحدة العناية المركزة وأصيب بعدة كسور في الوجه، بالإضافة إلى إصابات الدماغ الرضحية. تم إبعاد ضابط الشرطة عن الأعمال الخارجية وينتظر في الأنشطة الإدارية انتهاء التحقيق في الحادث.

## التفاعلات
كان للإضراب تداعيات دولية وأثار ردود فعل متنوعة بين الصحفيين والمسؤولين الحكوميين وعلماء السياسة، في حين وفقًا لمحقق الشكاوى في فولها دي إس باولو تم تقليل التغطية الوطنية وتفاقم النزاعات بين المتظاهرين والشرطة القوات.
انتقد الرئيس ميشال تامر أعمال العنف. وقال وزير العدل السابق أوسمار سراجليو إن الإضراب كان سيفشل. وانتقد السياسيون المؤيدون للحكومة الإضراب ودوافعه، فيما أيده سياسيون معارضون على أنه دعم للإرادة الشعبية. خاض جواو دوريا جونيور عمدة ساو باولو الإضراب قائلاً في إحدى الشبكات الاجتماعية إن «الجمعة يوم عمل». كما شنت حركة البرازيل الحرة حملة قوية ضدها، قائلة إن المتظاهرين يعتمدون على ضريبة النقابات. صنفت النقابات المركزية الإضراب على أنه الأكبر في العقود الماضية، معتمدين على انضمام 40 مليون شخص.
قال الخبير السياسي ميلتون لاهويرتا إن الإضراب يمثل «تعبيرًا عن السخط». بالنسبة للصحفي ميرفال بيريرا قال: لن يكون الإضراب انتفاضة شعبية، بل انتفاضة نقابات «تخسر الامتيازات». أعلن راديو جوفين بان أنه «لم يكن هناك إضراب عام» وأنه «في الواقع فشل الإضراب»: «لم يكن هناك سوى اعتصامات صغيرة للأشخاص الذين حاولوا إيقاف البرازيل».